# Saint-Hilaire-de-Clisson
Saint-Hilaire-de-Clisson (bretonisch Sant-Eler-Neved; Gallo: Bóczaè) ist eine französische Gemeinde mit 2405 Einwohnern (Stand: 1. Januar 2022) im Département Loire-Atlantique in der Region Pays de la Loire; sie gehört zum Arrondissement Nantes und zum Kanton Clisson. Die Einwohner werden Hilairois genannt.

## Geographie
Saint-Hilaire-de-Clisson liegt etwa 25 Kilometer südöstlich von Nantes an der Grenze zum Département Vendée. Umgeben wird Saint-Hilaire-de-Clisson von den Nachbargemeinden Gorges im Norden, Clisson im Nordosten, Cugand-la-Bernardière im Osten und Südosten, Montaigu-Vendée im Süden, Remouillé im Westen und Südwesten sowie Saint-Lumine-de-Clisson im Westen und Nordwesten.
Die Gemeinde gehört zum Weinbaugebiet Gros Plant du Pays Nantais. Hier wird vor allem der Muscadet produziert.

## Bevölkerungsentwicklung
| 1962 | 1968 | 1975 | 1982 | 1990 | 1999 | 2006 | 2017 | 2021 |
| ---- | ---- | ---- | ---- | ---- | ---- | ---- | ---- | ---- |
| 962  | 991  | 964  | 1173 | 1334 | 1474 | 1773 | 2285 | 2378 |

## Sehenswürdigkeiten

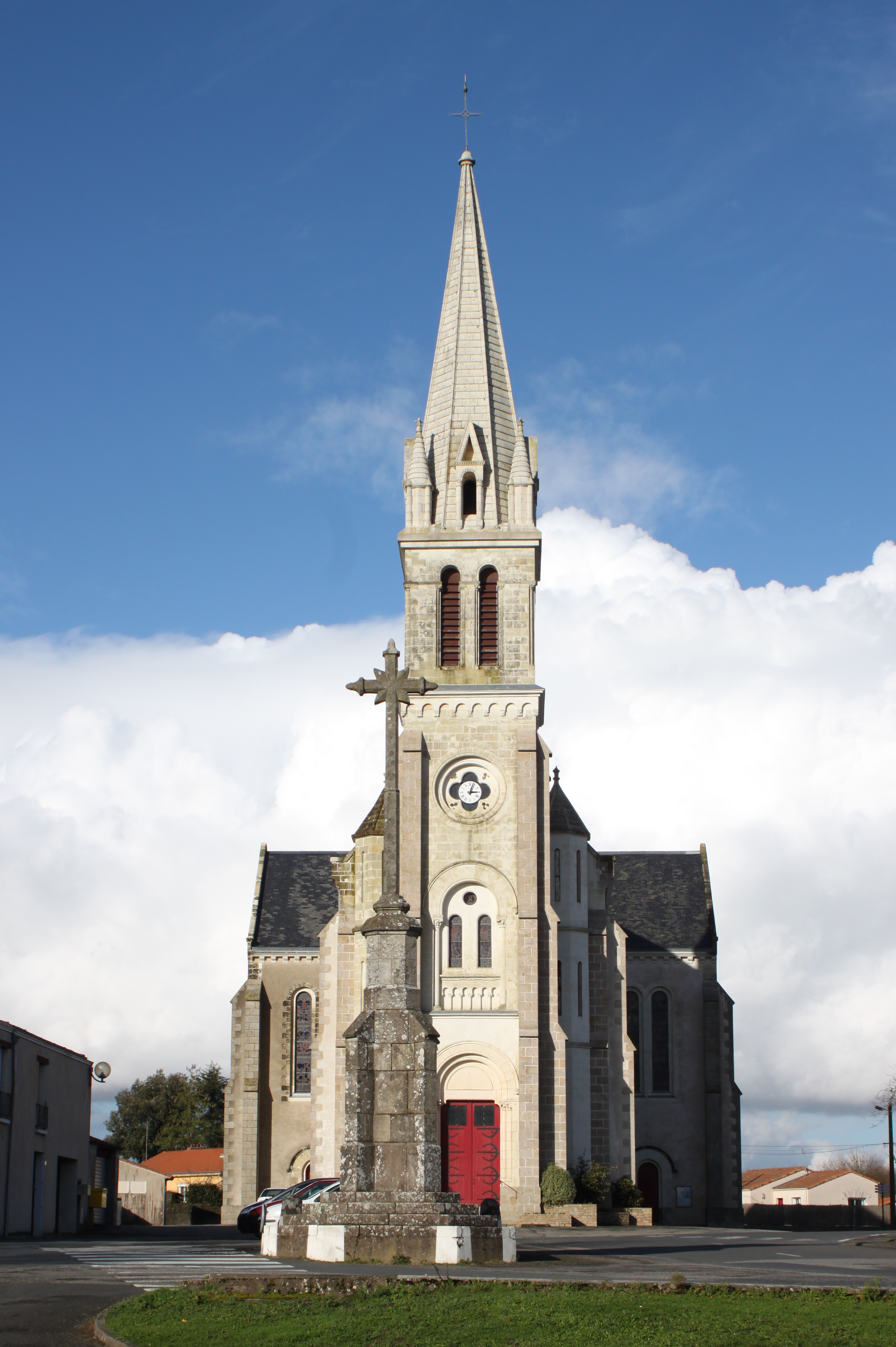
Kirche Saint-Hilaire

- Neoromanische Kirche Saint-Hilaire, erbaut ab 1867
- Pfarrhaus
- Rathaus
- Alte Windmühlen